# Orakel-Sprüche
Orakel-Sprüche ist ein Walzer von Johann Strauss (Sohn) (op. 90). Das Werk wurde am 10. Februar 1851 im Sofienbad-Saal erstmals aufgeführt.

## Einzelnachweis
1. ↑  Quelle: Englische Version des Booklets (Seite 78) in der 52 CDs umfassenden Gesamtausgabe der Orchesterwerke von Johann Strauß (Sohn), Hrsg. Naxos (Label). Das Werk ist als zweiter Titel auf der 29. CD zu hören.